# Erica van den Heuvel
Henrica Petronella Johanna Maria "Erica" van den Heuvel, née van Dijk le 12 juin 1966 à Helmond, est une joueuse de badminton néerlandaise.

## Carrière
Elle remporte aux Championnats d'Europe de badminton 1988 la médaille d'argent en double mixte et est médaillée d'argent en double dames aux Championnats d'Europe de badminton 1990. Elle est médaillée de bronze en double mixte et en double dames aux Championnats d'Europe de badminton 1994, médaillée de bronze en double mixte aux Championnats d'Europe de badminton 1996, médaillée d'argent en double mixte et médaillée de bronze en double dames aux Championnats d'Europe de badminton 1998 et médaillée de bronze en double mixte aux Championnats d'Europe de badminton 2000.
Elle participe aux tournois de double simples et double dames des Jeux olympiques d'été de 1992, où elle est éliminée au premier tour, et au tournoi de double dames des Jeux olympiques d'été de 1996, où elle est sortie au deuxième tour.